# 가정용 비디오

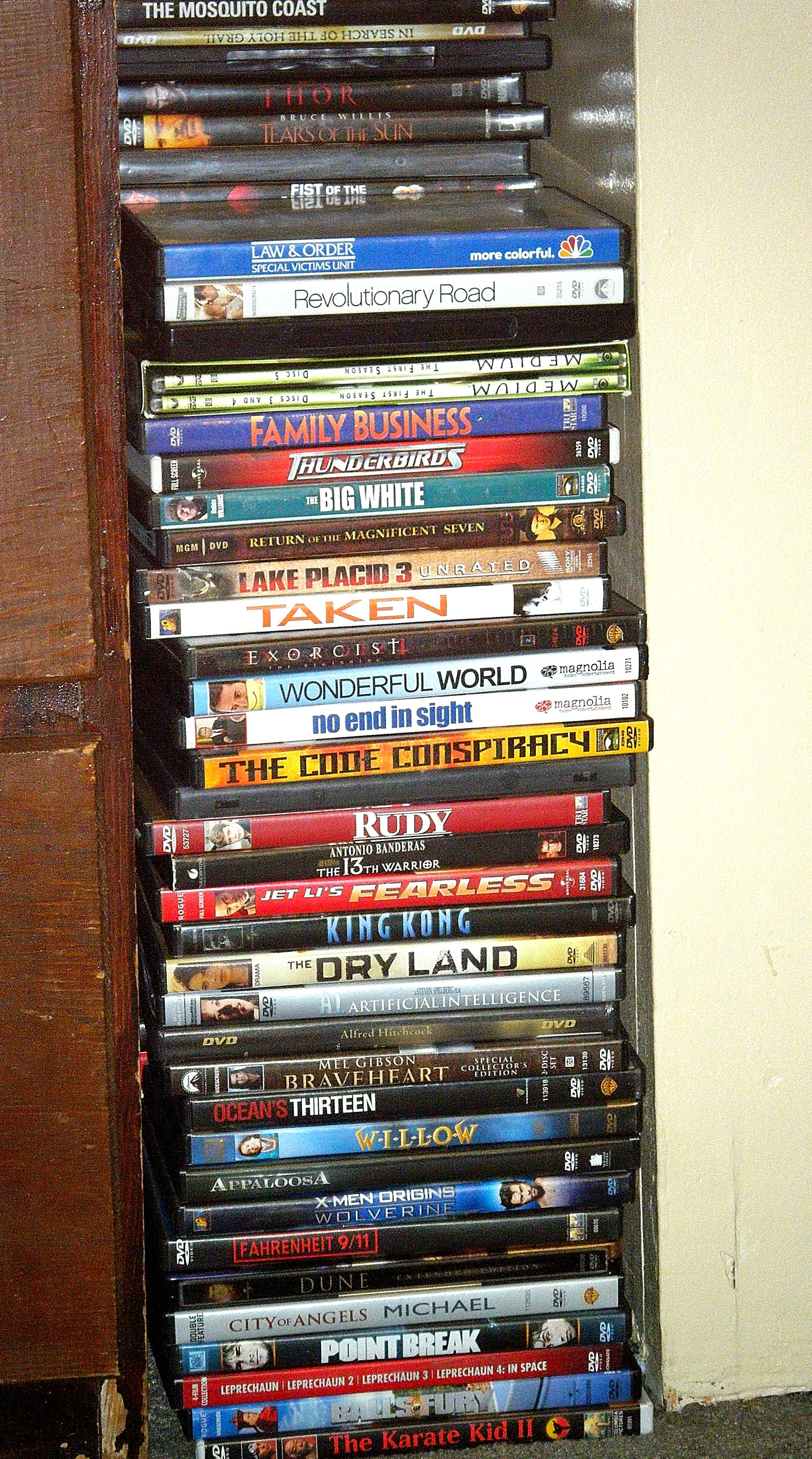
일부 가정용 비디오 사용자들은 DVD에 영화와 같은 미리 녹화된 미디어의 모음을 가지고 있다. DVD는 비디오를 보는 여러 가지 방법 중 하나일 뿐이다.

가정용 비디오(영어: Home Video)는 비디오테이프가 주를 이루던 VHS와 베타맥스 시대에서 유래되었으나 DVD와 블루레이와 같은 광학 디스크 포맷으로 이어졌다. 다른 용례로, "홈 비디오"는 가정용 영화로도 알려진 아마추어 비디오 녹화를 가리킨다. 
가정용 비디오 사업은 다양한 형식의 비디오 형태의 영화, 텔레비전 시리즈, 텔레필름 및 기타 시청각 매체를 대중에게 배포한다. 이것들은 구입하거나 대여한 후 구매자의 집에서 개인적으로 시청한다. 극장에서 개봉되는 대부분의 영화는 이제 광학식과 다운로드 기반의 디지털 매체로 출시되어 대부분 구식의 비디오 테이프 매체를 대체한다. 2006년 현재 아시아에서 비디오 CD 형식은 인기를 유지하고 있다. DVD는 스트리밍 미디어가 관객들 사이에서 주류가 된 2010년대 후반과 2020년대 초반 이후 인기를 점차 잃어가고 있는데, 그 이유는 DVD 대부분이 인터넷에 접속할 수 있기 때문이다.

## 같이 보기
- 저작권
- 비디오 영화
- 영화 배급
- 홈 시어터
- 비디오카세트 레코더
- DVD
- 블루레이
- 스트리밍